# Вольфграмм, Паэа
Паэа Вольфграмм (англ. Paea Wolfgramm, род. 1 декабря 1971, Вавау) — тонганский боксёр, серебряный призёр Олимпийских игр 1996 года в супертяжёлом весе, обладатель первой и к настоящему времени единственной олимпийской награды в истории своей страны.

## Любительская карьера
Первого успеха добился в 1994 году, выиграв бронзовую медаль на Играх Содружества. В следующем году стал чемпионом Океании.
На Олимпийских играх 1996 года в Атланте после побед над белорусом Сергеем Ляховичем, кубинцем Алексисом Рубалкабой и нигерийцем Дунканом Докивари лишь в финале уступил будущему чемпиону мира среди профессионалов Владимиру Кличко.

## Профессиональная карьера
В декабре 1996 года начал выступать на профессиональном ринге, однако, особых успехов на нём не добился. Единственная победа над соперником серьёзного уровня была одержана Вольфграммом в бою с кубинцем Хорхе Луисом Гонсалесом в августе 1998 года. В конце 1999 года, победа над Кэлвином Лампкиным (19-2)
18 марта 2000 года встречался с Владимиром Кличко в бою за звание интерконтинентального чемпиона по версии WBC, но потерпел поражение. После проигрыша в сентябре проиграл кубинцу Элисьеру Кастильо, и в конце 2001 года проиграл американцу, Кори Сандерсу, и объявил о завершении своей карьеры.
В настоящее время проживает в Окленде (Новая Зеландия).